# یانتیمیروو
یانتیمیروو (به لاتین: Yantimirovo) یک منطقهٔ مسکونی در روسیه است که در باشقیرستان واقع شده‌است. یانتیمیروو ۲۰۵ نفر جمعیت دارد.